# Gelasios von Kyzikos
Als Gelasios von Kyzikos wird in der Regel der Autor einer spätantiken Kirchengeschichte bezeichnet, die Ende des 5. Jahrhunderts (um 480) in griechischer Sprache verfasst wurde.
Diese Autorennennung beruht allerdings auf einem Fehler, der dem byzantinischen Gelehrten und Patriarchen Photios I. unterlaufen ist und sich in die editio princeps von 1599 eingeschlichen hatte. Der Autor der Kirchengeschichte gibt zwar an, dass er der Sohn eines Presbyters aus Kyzikos ist, gibt aber keine Auskunft über seinen Namen. Der folglich anonyme Autor verfasste sein Werk offenbar als Reaktion auf eine Diskussion, die sich mit einigen Miaphysiten ergeben hatte, die sich auf das Konzil von Nikaia berufen hätten. Um dem entgegenzutreten, kompilierte der Verfasser Informationen aus mehreren ihm zugänglichen Kirchengeschichten und wollte so die wahren Beschlüsse des Konzils wiedergeben.
Seine Darstellung ist in drei Bücher unterteilt. Als Hauptquelle diente dem Anonymus die Kirchengeschichte des Eusebius von Caesarea, er selbst gibt an, auch die Akten des Konzils studiert zu haben. Daneben benutzte er aber auch andere Schriften, darunter Theodoret sowie ein verlorenes Werk, als dessen Autor vielleicht Philipp von Side gelten kann. Trotz vieler Mängel, so sind beispielsweise einige der angegebenen Dokumente sehr dubios, vermittelt das Werk auch einige wichtige Informationen.

## Ausgaben und Übersetzungen
- Günther Christian Hansen (Hrsg.): Anonyme Kirchengeschichte (Gelasius Cyzicenus, CPG 6034). de Gruyter, Berlin/New York 2002.
- Günther Christian Hansen (Hrsg.): Anonymus von Cyzicus. Kirchengeschichte. Griechisch-deutsch. 2 Bände. Brepols, Turnhout 2008.